# Float
Float — четвертий студійний альбом американського гурту Flogging Molly, виданий 4 березня 2008 року на SideOneDummy Records. Платівка дебютувала на четвертому місці чарту Billboard 200 з продажами 48 000 копій за перший тиждень. Також, Float досяг першого місця у Billboard Independent Chart та другого у Billboard Alternative chart. Альбом є більш похмурим та політичним за попередні роботи колективу.

## Список пісень
1. «Requiem for a Dying Song» — 3:30
2. «(No More) Paddy's Lament» — 3:24
3. «Float» — 4:53
4. «You Won't Make a Fool Out of Me» — 2:43
5. «The Lightning Storm» — 3:29
6. «Punch Drunk Grinning Soul» — 4:20 (At the end features a 30-second performance by Tom Corrigan called «Rural Decay»)
7. «Us of Lesser Gods» — 3:19
8. «Between a Man and a Woman» — 3:21
9. «From The Back of a Broken Dream» — 3:21
10. «Man With No Country» — 3:04
11. «The Story So Far» — 4:11